# Dasypogon aegon
Dasypogon aegon är en tvåvingeart som beskrevs av Walker 1848. Dasypogon aegon ingår i släktet Dasypogon och familjen rovflugor. Inga underarter finns listade i Catalogue of Life.